# Tour Méditerranéen 1994
Il Tour Méditerranéen 1994, ventunesima edizione della corsa, si svolse dal 8 al 13 febbraio 1994 su un percorso di 727 km ripartiti in 6 tappe (la prima e la quinta suddivise in due semitappe). Fu vinta dall'italiano Davide Cassani della MG Boys Maglificio-Technogym davanti al russo Evgenij Berzin e al francese Laurent Brochard.

## Tappe
| Tappa  | Data        | Percorso                                | km   | Vincitore di tappa           | Leader cl. generale |
| ------ | ----------- | --------------------------------------- | ---- | ---------------------------- | ------------------- |
| 1ª-1ª  | 8 febbraio  | Béziers > Béziers (cron. a squadre)     | 20   | MG Boys Maglificio-Technogym | Fabio Baldato       |
| 1ª-2ª  | 8 febbraio  | Béziers > Lattes                        | 99   | Wiebren Veenstra             | Fabio Baldato       |
| 2ª     | 9 febbraio  | Carnon > Vitrolles                      | 163  | Wilfried Nelissen            | Fabio Baldato       |
| 3ª     | 10 febbraio | Marignane > Pierrefeu                   | 100  | Davide Cassani               | Fabio Baldato       |
| 4ª     | 11 febbraio | Pierrefeu > Antibes                     | 135  | Mario Cipollini              | Fabio Baldato       |
| 5ª-1ª  | 12 febbraio | Le Cannet > Hyères                      | 100  | Mario Cipollini              | Davide Cassani      |
| 5ª-2ª  | 12 febbraio | Hyères > Mont Faron (cron. individuale) | 32,6 | Davide Cassani               | Davide Cassani      |
| 6ª     | 13 febbraio | Tolone > Marsiglia                      | 77   | Frank Vandenbroucke          | Davide Cassani      |
| Totale | Totale      | Totale                                  | 727  |                              |                     |

## Dettagli delle tappe

### 1ª tappa - 1ª semitappa
- 8 febbraio: Béziers > Béziers (cron. a squadre) – 20 km

| Pos. | Squadra                      | Tempo  |
| ---- | ---------------------------- | ------ |
| 1    | MG Boys Maglificio-Technogym | 24'44" |
| 2    | Gewiss-Ballan                | a 2"   |
| 3    | Mapei-CLAS                   | a 22"  |

| Pos. | Corridore     | Squadra | Tempo |
| ---- | ------------- | ------- | ----- |
| 1    | Fabio Baldato | MG Boys |       |

### 1ª tappa - 2ª semitappa
- 8 febbraio: Béziers > Lattes – 99 km

| Pos. | Corridore         | Squadra   | Tempo    |
| ---- | ----------------- | --------- | -------- |
| 1    | Wiebren Veenstra  | Collstrop | 2h20'25" |
| 2    | Fabio Baldato     | MG Boys   | s.t.     |
| 3    | Wilfried Nelissen | Novemail  | s.t.     |

| Pos. | Corridore     | Squadra | Tempo |
| ---- | ------------- | ------- | ----- |
| 1    | Fabio Baldato | MG Boys |       |

### 2ª tappa
- 9 febbraio: Carnon > Vitrolles – 163 km

| Pos. | Corridore          | Squadra       | Tempo    |
| ---- | ------------------ | ------------- | -------- |
| 1    | Wilfried Nelissen  | Novemail      | 4h13'17" |
| 2    | Johan Capiot       | TVM-Bison Kit | s.t.     |
| 3    | Frédéric Moncassin | Wordperfect   | s.t.     |

| Pos. | Corridore     | Squadra | Tempo |
| ---- | ------------- | ------- | ----- |
| 1    | Fabio Baldato | MG Boys |       |

### 3ª tappa
- 10 febbraio: Marignane > Pierrefeu – 100 km

| Pos. | Corridore      | Squadra | Tempo    |
| ---- | -------------- | ------- | -------- |
| 1    | Davide Cassani | MG Boys | 2h13'17" |
| 2    | Fabio Baldato  | MG Boys | s.t.     |
| 3    | Johan Museeuw  | MG Boys | a 3"     |

| Pos. | Corridore     | Squadra | Tempo |
| ---- | ------------- | ------- | ----- |
| 1    | Fabio Baldato | MG Boys |       |

### 4ª tappa
- 11 febbraio: Pierrefeu > Antibes – 135 km

| Pos. | Corridore             | Squadra       | Tempo    |
| ---- | --------------------- | ------------- | -------- |
| 1    | Mario Cipollini       | Mercatone Uno | 3h20'32" |
| 2    | Fabio Baldato         | MG Boys       | s.t.     |
| 3    | Alexander Gontchenkov | Lampre        | s.t.     |

| Pos. | Corridore     | Squadra | Tempo |
| ---- | ------------- | ------- | ----- |
| 1    | Fabio Baldato | MG Boys |       |

### 5ª tappa - 1ª semitappa
- 12 febbraio: Le Cannet > Hyères – 100 km

| Pos. | Corridore         | Squadra       | Tempo    |
| ---- | ----------------- | ------------- | -------- |
| 1    | Mario Cipollini   | Mercatone Uno | 2h31'49" |
| 2    | Wilfried Nelissen | Novemail      | s.t.     |
| 3    | Giovanni Lombardi | Lampre        | s.t.     |

| Pos. | Corridore      | Squadra | Tempo |
| ---- | -------------- | ------- | ----- |
| 1    | Davide Cassani | MG Boys |       |

### 5ª tappa - 2ª semitappa
- 12 febbraio: Hyères > Mont Faron (cron. individuale) – 32,6 km

| Pos. | Corridore      | Squadra       | Tempo  |
| ---- | -------------- | ------------- | ------ |
| 1    | Davide Cassani | MG Boys       | 46'59" |
| 2    | Evgenij Berzin | Gewiss-Ballan | a 12"  |
| 3    | Wladimir Belli | Lampre        | a 20"  |

| Pos. | Corridore      | Squadra | Tempo |
| ---- | -------------- | ------- | ----- |
| 1    | Davide Cassani | MG Boys |       |

### 6ª tappa
- 13 febbraio: Tolone > Marsiglia – 77 km

| Pos. | Corridore           | Squadra | Tempo    |
| ---- | ------------------- | ------- | -------- |
| 1    | Frank Vandenbroucke | Lotto   | 1h42'42" |
| 2    | Zbigniew Spruch     | Lampre  | a 3"     |
| 3    | Davide Cassani      | MG Boys | a 6"     |

| Pos. | Corridore        | Squadra       | Tempo     |
| ---- | ---------------- | ------------- | --------- |
| 1    | Davide Cassani   | MG Boys       | 17h33'47" |
| 2    | Evgenij Berzin   | Gewiss-Ballan | a 53"     |
| 3    | Laurent Brochard | Castorama     | a 1'28"   |

## Classifiche finali

### Classifica generale
| Pos. | Corridore           | Squadra                        | Tempo     |
| ---- | ------------------- | ------------------------------ | --------- |
| 1    | Davide Cassani      | MG Boys Maglificio-Technogym   | 17h33'47" |
| 2    | Evgenij Berzin      | Gewiss-Ballan                  | a 53"     |
| 3    | Laurent Brochard    | Castorama                      | a 1'28"   |
| 4    | Andrea Noè          | Mapei-CLAS                     | a 1'39"   |
| 5    | Charly Mottet       | Novemail-Histor-Laser Computer | a 1'50"   |
| 6    | Frank Vandenbroucke | Lotto                          | a 1'55"   |
| 7    | Maximilian Sciandri | MG Boys Maglificio-Technogym   | a 1'57"   |
| 8    | Gianni Bugno        | Polti-Vaporetto                | a 2'04"   |
| 9    | Giuseppe Petito     | Mercatone Uno-Medeghin         | a 2'07"   |
| 10   | Pascal Lance        | Gan                            | a 2'22"   |